# Hisukattus transversalis
Espèce
Hisukattus transversalis est une espèce d'araignées aranéomorphes de la famille des Salticidae.

## Distribution
Cette espèce se rencontre au Paraguay et en Argentine.

## Publication originale
- Galiano, 1987 : Descripcion de Hisukattus nuevo genero (Araneae, Salticidae). Revista de la Sociedad Entomologica Argentina, vol. 44, p. 137-148.